# Oficina Antifrau de Catalunya
L'Oficina Antifrau de Catalunya (OAC) de la Generalitat de Catalunya és un ens que actua amb independència del govern de Catalunya i de les administracions públiques, adscrit al Parlament de Catalunya. Es va crear l'any 2008 essent pionera a Espanya i neix com una de les eines per donar cobertura a l'exigència ciutadana d'un increment tangible en la probitat institucional.
La finalitat de l'Oficina Antifrau és prevenir i investigar possibles casos concrets d'ús o destinació il·legals de fons públics o qualsevol altre aprofitament irregular derivat de conductes que comportin conflicte d'interessos o l'ús en benefici privat d'informacions derivades de les funcions pròpies del personal al servei del sector públic. Comprovarà qualsevol acte de corrupció, pràctica fraudulenta o conducta il·legal que afecti els interessos generals. L'Oficina té un paper com a canal de comunicació segur per als reveladors i també com a filtre per a purgar revelacions validables d'al·legacions gratuïtes.
Al capdavant de l'Oficina hi ha una directora o director, proposat pel president o presidenta de la Generalitat, en nom del Govern, el qual ha de comparèixer davant la comissió parlamentària corresponent per a ésser avaluat a les condicions requerides per al càrrec. Després de la compareixença és elegit pel Ple del Parlament per majoria de tres cinquenes parts. El mandat del director o directora de l'Oficina Antifrau és de nou anys des de la data en què és elegit pel Parlament, i no pot ésser renovat. Daniel de Alfonso Laso va ser escollit cap de l'Oficina Antifrau el 2011 després de la mort de David Martínez Madero, el primer director, en 2011. De Alfonso va ser cessat del seu càrrec el 29 de juny de 2016, arran del Cas Fernández Díaz. A finals de juliol del mateix any es va fer públic que Miguel Ángel Gimeno seria el nou director de l'oficina.
Anualment, aquest director o directora de l'Oficina Antifrau ha de donar compte de la seva gestió davant del Parlament de Catalunya mitjançant una memòria que serà pública.